# 白瞳恩
白瞳恩（Dawn Black，1943年4月1日—），加拿大政治人物，2009年-13年間以卑詩新民主黨黨員身份擔任卑詩省議會新西敏選區議員，期間曾於2011年1月至4月任職卑詩新民主黨臨時黨魁和卑詩省官方反對黨領袖。在晉身省政前，她曾兩度以聯邦新民主黨黨員身份擔任加拿大國會下議院議員，1988年-93年間代表新西敏－本拿比選區，2006年-09年間則代表新西敏－高貴林選區。

## 生平
白瞳恩本姓惠蒂（Whitty），於卑詩省溫哥華出生，1965年與彼得·布萊克（Peter Black）結婚，兩人育有三子。她曾任聯邦新民主黨新西敏－高貴林選區國會下議院議員朱威特（Pauline Jewett）和卑詩新民主黨梅拉德維爾－高貴林選區（Maillardville-Coquitlam）省議會議員卡修（John Cashore）的助理。
朱威特決定不在1988年聯邦大選尋求連任後，白瞳恩獲取新民主黨候選人資格，在該屆大選贏取新成立的新西敏－本拿比選區議席，首度出任下議員。她在第34屆國會中從1989年-93年任職新民主黨的女性地位評議員、1990年-93年任職該黨兒童護理評議員、1990年-91年任職該黨黨團副主席。她於1991年在下議院引入私人草案，將每年的12月6日（即1989年蒙特婁工程學院槍殺案週年紀念）定為全國反針對女性暴力行動與紀念日。
她於1993年聯邦大選尋求連任，但敗予聯邦改革黨候選人弗賽斯（Paul Forseth）。兩人於1997年聯邦大選在新成立的新西敏－高貴林－本拿比選區再度交鋒，這次亦由弗賽斯獲勝。2006年聯邦大選白瞳恩在重新設立的新西敏－高貴林選區競選，這次則擊敗代表聯邦保守黨的弗賽斯重返下議院，在該屆國會中出任新民主黨的國防評議員。2008年聯邦大選，白瞳恩連任新西敏－高貴林選區下議員，並留任新民主黨國防評議員。
她於2009年3月宣布辭任下議員並改為競逐卑詩省議會新西敏選區議席，以取代因患有肝癌而卸任的卑詩新民主黨省議員歐重勉，再於同年5月省選贏取該議席晉身省議會。
詹嘉路於2010年12月辭任卑詩新民主黨黨魁後，白瞳恩於2011年1月19日獲全體新民主黨省議會黨團一致推舉為該黨臨時黨魁；這項任命於翌日獲新民主黨全省委員會確立。隨著狄德安於同年4月當選黨魁，白瞳恩亦隨之卸任，並獲狄德安任命為助理副議長。
她於2011年8月宣布不會在來屆省選競逐連任，但留任至省議員任期於2013年屆滿為止。她其後出任博德賓研究所董事會成員。

## 外部連結
- （英文）加拿大國會網站 白瞳恩議員簡介 （页面存档备份，存于）